# 乔布·贝林厄姆
乔布·塞缪尔·帕特里克·贝林厄姆（英語：Jobe Samuel Patrick Bellingham，2005年9月23日—），英格兰职业足球运动员，司职中场，前锋，现效力于德甲球隊多特蒙德

## 榮譽
桑德兰
- 英格蘭足球冠軍聯賽附加賽冠軍：2025[9]